# Nu är en dag framliden
Nu är en dag framliden är en aftonpsalm av okänd svensk författare från 1682, möjligen diktad tidigare av Samuel Columbus, som dog 1679. Enligt 1819 års psalmbok bearbetades texten av Jesper Svedberg 1694. Ytterligare bearbetning har genomförts för Den svenska psalmboken 1986. Psalmen består av en enda strof, en bön riktad till "Jesus Krist".
Melodin (F-moll, 2/2) är från Lyon 1557 och troligen nedtecknad i Erfurt först 1572 enligt 1986 års psalmbok. Enligt 1697 års koralbok användes samma melodi som till nummer 283, "Från Gudh wil jagh eij skiljas", vilken senare omarbetades helt till en ny version med titelraden Från Gud vill jag ej vika (1695 nr 283) och användes till flera andra psalmer: Din godhet rätt att lova (1695 nr 135), Gudz godhet skole wij prisa (1695 nr 138), Vad gott kan jag dock göra (1695 nr 261), Vad sörjer du så svåra (1695 nr 267) och Jagh kommer för tigh, Herre (1695 nr 320).

## Publicerad som
- Nr 369 i 1695 års psalmbok under rubriken "AftonPsalmer".
- Nr 439 i 1819 års psalmbok under rubriken "Med avseende på särskilda personer, tider och omständigheter: Morgon och afton: Aftonpsalmer".
- Nr 679 i Svenska Missionsförbundets sångbok 1920 under rubriken "Morgon och afton"
- Nr 731 i Sionstoner 1935 under rubriken "Morgon och afton".
- Nr 439 i 1937 års psalmbok under rubriken "Afton".
- Nr 439 i Psalmer för bruk vid krigsmakten 1961 vers 1.
- Nr 187 i Den svenska psalmboken 1986, 1986 års Cecilia-psalmbok, Psalmer och Sånger 1987, Segertoner 1988 och Frälsningsarméns sångbok 1990 under rubriken "Kväll".
- Nr 775 i Lova Herren 1988 under rubriken "Afton".
- Nr 66 i Luthersk psalmbok
- Nr 519 i  Svensk psalmbok för den evangelisk-lutherska kyrkan i Finland (1986) under rubriken "Morgon och afton"